# Fabbisogno
Per fabbisogno, in economia, si intende un bene o un insieme anche eterogeneo di beni o comunque di utilità, cose fungibili o diritti (quando ad essi sia attribuibile un valore) del quale sia avvertita la necessità e che l'uomo dovrà procurarsi (approvvigionamento) al fine dello svolgimento di attività economiche e/o finanziarie.
In termini politico-giornalistici, il termine può essere utilizzato con significati lievemente differenziati. Ad esempio il fabbisogno dello stato si riferisce alla quantità di risorse necessarie alla copertura finanziaria del bilancio: il fabbisogno di cassa è la differenza negativa fra le entrate e le uscite, al netto dei spese per interessi.

## Caratteristiche
Il fabbisogno è infatti la vera ragione, diretta o indiretta, della pratica dello scambio e fu anche definito la consapevolezza dell'inadeguatezza delle risorse disponibili cui consegue un'azione volta a soddisfarlo (cioè un'azione economica). Il fabbisogno è sempre correlato al suo ambito di riferimento ed è graduabile a seconda degli obiettivi che con l'acquisizione delle risorse mancanti si intendono raggiungere, avendosi un fabbisogno di sussistenza o statico, che si soddisfa con risorse di stretta necessità per tacitare esigenze di tipo immediato, ed un fabbisogno programmatico o dinamico, che si soddisfa con risorse necessarie a conseguire obiettivi di più ampio respiro.
Esso si necessita ad esempio per esigenze di per produzione diretta (ivi intendendosi anche l'invenzione e la raccolta) ovvero per acquisizione da altri uomini, ad esempio attraverso lo scambio. Il fabbisogno da soddisfarsi attraverso lo scambio è, secondo alcune visioni, il fondamento stesso della nascita delle scienze economiche.

La misura della soddisfazione del fabbisogno consente la determinazione dell'utilità delle risorse da acquisire ed è pertanto base della definizione delle utilità marginali.
Nell'economia della produzione, però, il fabbisogno non è altrettanto concordemente considerato centrale a causa delle peculiarità della produzione, poiché l'economia garantisce sì la soddisfazione dei bisogni, ma la produzione produce anche oggetti che non necessariamente andranno a soddisfare un fabbisogno. Si considerano piuttosto, in questa disciplina, il fabbisogno di produzione d'impresa (quanto questa dovrà produrre per poter soddisfare gli ordini e la domanda prevista) ed il fabbisogno di materie prime (cosa occorre per produrre quanto previsto).

## Tipologie
- Il fabbisogno di capitale (capital requirement) è un ammontare di fondi che si computano necessari perché sia assicurato un regolare andamento delle normali operazioni di gestione; si costituisce di un fabbisogno a lungo termine per il finanziamento degli impianti di produzione e di un fabbisogno a breve termine (working capital) per le operazioni correnti di gestione.
- In tempi recenti si è sviluppato il concetto del fabbisogno energetico, consistente nella quantità minima di risorse energetiche necessarie a garantire che una nazione possa continuare a vivere ed a svolgere a livelli accettabili le proprie attività senza doverne interrompere per carenza, ad esempio, di energia elettrica.
- Il fabbisogno del "settore pubblico" corrisponde al saldo globale tra entrate e uscite, comprese le partite finanziarie (rimborso o concessione di crediti).